# John Güttke
John Olov Güttke (Eda, 30 maart 1931 – Gunnarskog, 18 december 2007) was een Zweeds biatleet. In 1964 nam hij deel aan de Olympische Winterspelen. Hij eindigde zeventiende, maar na bijtelling van de straftijd bij de andere biatleten eindigde hij uiteindelijk op de negende plaats. Hij werd hiermee beste Zweed in het biatlon tijdens deze Spelen.  